# Мелинте, Кристиан
Кристиан Костел Мелинте (рум. Cristian Costel Melinte; 9 мая 1988, Тимишоара) — румынский футболист, защитник клуба «УТА Арад».

## Карьера

### Клубная
Мелинте начинал футбольную карьеру на родине в клубе «Фортуна» из города Ковачи. Через несколько месяцев он присоединился к «Осеру» из Лугожа. В 2006 году команда «УТА Арад», выступающая в высшем дивизионе Румынии, предложила футболисту профессиональный контракт. В сезоне 2006/07 Кристиан провёл 3 матча в чемпионате страны, в следующем сезоне был арендован клубом «Инеу», представляющим Третью лигу. В аренде Мелинте сыграл только 7 матчей, а после возвращения обратно до начала 2008 года поучаствовал в 5 играх в составе «УТА Арад».
В конце 2008 года румынский защитник был на просмотре во французском «Монако», однако контракт с клубом подписан не был. В марте 2009 года Мелинте в качестве свободного агента перешёл в бухарестское «Динамо». Проведя за этот клуб лишь один официальный матч в чемпионате Румынии, футболист был отправлен во вторую команду (Динамо-2), где он принял участие в 9 играх.
18 августа 2009 года Кристиан Мелинте подписал четырёхлетний контракт с итальянским «Палермо». До этого он вместе с первым составом сицилийского клуба был на тренировочных сборах. 29 октября 2009 года румын дебютировал в Серии А во встрече с «Интернационале». Также он принял участие в кубковом матче с «Реджиной», который закончился со счётом 4:1 в пользу «Палермо». В феврале 2010 года игрок был отдан в аренду в клуб «Пьяченца», который выступал в Серии B. До конца сезона 2009/10 в составе красно-белых Мелинте провёл 16 матчей, выходя на поле в основном составе команды. Вернувшись в «Палермо», румынский игрок в сезоне 2010/11 не участвовал ни в одной официальной встрече.
В августе 2011 года Кристиан был арендован румынским «Петролулом».

### Международная
Мелинте дебютировал в составе молодёжной сборной Румынии 17 ноября 2009 года во встрече с поляками.